# Producte del Ripollès
La marca de garantia Producte del Ripollès identifica els productes agroalimentaris produïts, elaborats i/o transformats a la comarca del Ripollès, i va ser creada el 2012 amb l'objectiu de reconèixer-ne els productes i com a suport a la seva promoció i comercialització. Està gestionada i certificada per l'Agència de Desenvolupament del Ripollès. Des del 2017 atorguen els premis Productes del Ripollès.
Per tal de poder ser denominats Producte del Ripollès, els requisits bàsics que els productors han de complir són criar animals nascuts a la comarca o productes cultivats al territori. A principis de l'any 2020 els productes adherits a la marca eren: vedella, poltre, xai, cabrit, porc, trumfa de la Vall de Camprodon, llangonisseta i embotits elaborats amb carn de porc, llet i derivats làctics, coca, cervesa artesana, mel, melmelades, plantes aromàtiques, infusions i condiments de cuina, ous, horta i fruits vermells, i plats cuinats amb Producte del Ripollès. El producte estrella és l'anomenada "llangonisseta", una butifarra elaborada a partir de carn magre de porc i espècies i emprant budell natural de porc, seguint la tradició de generacions anteriors.